# Råne-archipel
De Råne-archipel, Råne Skärgård, is een groep eilanden in de Lule-archipel, dus in het noorden van de Botnische Golf. De archipel hoort bij Zweden en ligt niet in open zee, maar in de Rånefjärden, een Zweedse fjord van de Botnische Golf.
Ågrundet · Alskäret · Avasjögrundet · Fågelreven · Flakaskäret · Fliggen · Furuholmen · Grangrundet · Granholmen · Hällholmen · Kilsgrundet · Köpmanholmen · Långholmen · Laxön · Laxögrundet · Lill-Kilholmen · Lönngrundet · Piltreven · Rödbergsgrunden · Sandviksreven · Skärgrundet · Skärgrundsflagan · Stor-Kilholmen · Stor-Lönngrundet · Troppen · Yttre Sandgrundet